# ブルーノ・ザイドルホーファー
ブルーノ・ザイドルホーファー（Bruno Seidlhofer, 1905年9月5日 - 1982年2月19日）は、オーストリア出身のピアノ奏者。

## 生涯
ウィーンの生まれ。ウィーン音楽院でフランツ・シュミットにピアノと作曲、フランツ・シュッツにオルガンを学ぶ一方で、アルノルト・シェーンベルクやアルバン・ベルクらと交流を持った。1938年から母校のピアノ講師を務め、1943年から助教授、1956年から教授となり、1981年までその地位にあった。1939年から1951年まではケルン音楽院でもチェンバロの講座を持っていた。主な弟子には、ルドルフ・ブッフビンダー、ブリギッテ・マイヤー、フリードリヒ・グルダ、マルタ・アルゲリッチ等がいる。
ウィーンにて死去。